# Radomír Šimůnek junior
Pour les articles homonymes, voir Radomír Šimůnek.
Radomír Šimůnek junior (né le 6 septembre 1983, à Pilsen, en Tchécoslovaquie) est un coureur cycliste tchèque, pratiquant principalement le cyclo-cross. Il est passé professionnel en 2005. Son père Radomír Šimůnek senior, qui est décédé en 2010 est un multiple champion du monde de cyclo-cross.

## Biographie

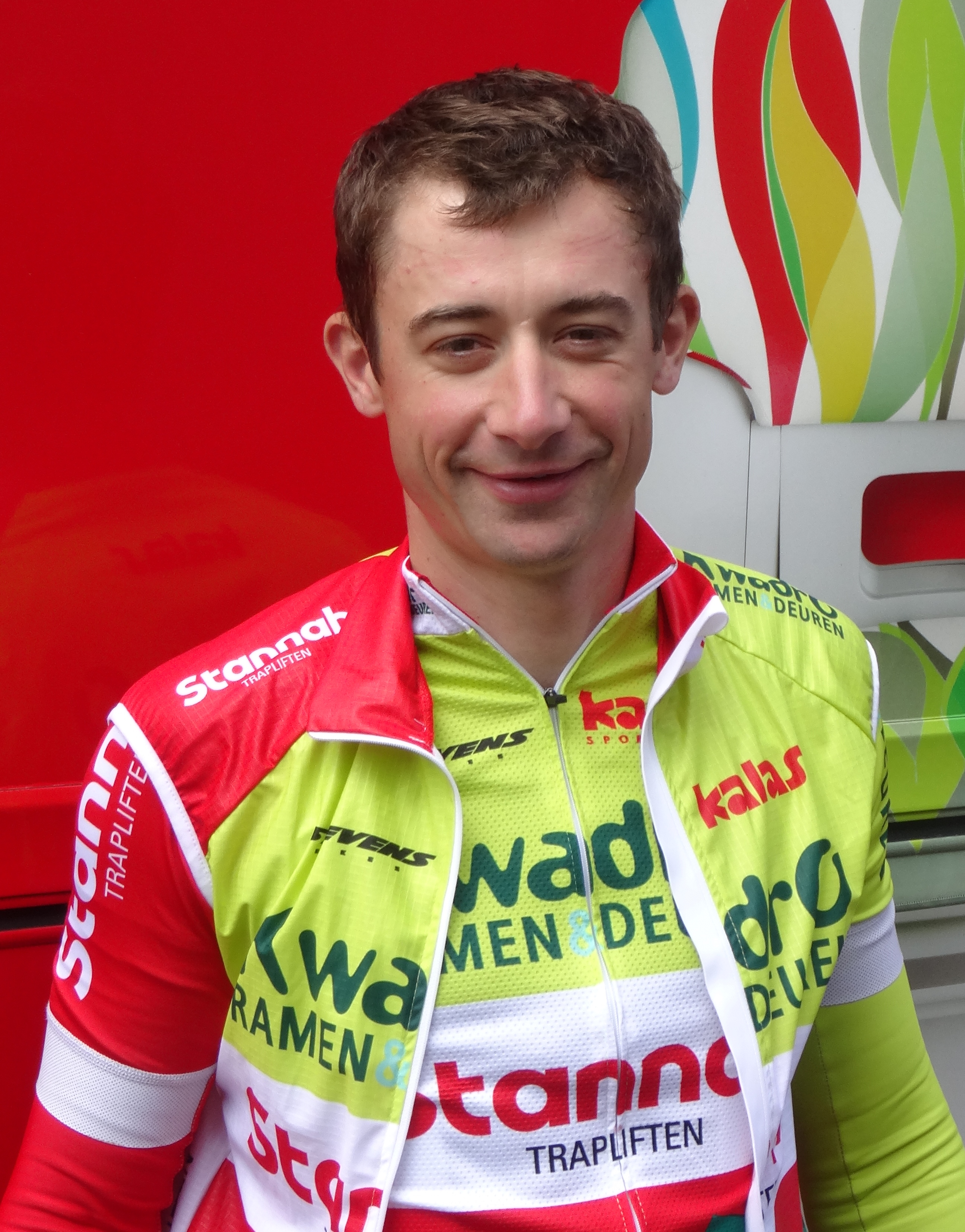
Radomír Šimůnek junior avant le départ du contre-la-montre de la 3e étape du Tour de Belgique 2014 à Dixmude.

Radomír Šimůnek junior naît le 6 septembre 1983 à Pilsen en Tchécoslovaquie.
En 2016 il devient pour la première fois champion de Tchéquie de cyclo-cross devant Michael Boros et Adam Toupalik à Tolin. Il obtient cette victoire dix-huit ans après celle obtenue par son père lors de cette même course.

## Palmarès
- 1999-2000[1]
  -  Champion de République tchèque de cyclo-cross juniors
- 2000-2001
  -  Médaillé d'argent du championnat du monde de cyclo-cross juniors
- 2002-2003
  - Superprestige espoirs #8, Vorselaar
  - 2e du championnat de République tchèque de cyclo-cross espoirs
- 2003-2004
  - 2e du championnat de République tchèque de cyclo-cross espoirs
- 2004-2005
  - 2e du classement général du Superprestige espoirs
    - Superprestige espoirs #2, Hamme-Zogge
    - Superprestige espoirs #3, Sint-Michielsgestel
    - Superprestige espoirs #6, Diegem

  - Budvar Cup #2 Lostice
  -  Médaillé d'argent du championnat du monde de cyclo-cross espoirs
  - 3e du championnat de République tchèque de cyclo-cross espoirs
- 2005-2006
  - Budvar Cup #3 Mlada Boleslav
  - 3e du championnat de République tchèque de cyclo-cross
- 2006-2007
  - Coupe du monde #3, Tábor
  - 3e du championnat de République tchèque de cyclo-cross
- 2007-2008
  -     - Scheldecross Anvers

  - 2e du championnat de République tchèque de cyclo-cross
  - 5e du championnat du monde de cyclo-cross
- 2008-2009
  - Kleicross Lebbeke
- 2009-2010
  - 8e du championnat du monde de cyclo-cross
- 2010-2011
  - Velká Cena Mešta Tábora, Tábor
  - Scheldecross, Anvers
- 2011-2012
  - 2e du championnat de République tchèque de cyclo-cross
  - 8e du championnat du monde de cyclo-cross
  - 9e de la Coupe du monde
- 2012-2013
  - Toi Toi Cup #1 Loštice, Loštice
  - 6e de la Coupe du monde
  - 7e du championnat du monde de cyclo-cross
- 2015-2016
  -  Champion de République tchèque de cyclo-cross
  - Toi Toi Cup #5, Louny
  - Toi Toi Cup #8, Mlada Boleslav
  - 9e du championnat d'Europe de cyclo-cross
- 2016-2017
  - Toi Toi Cup #6